# Frutillaria triangularis
Frutillaria triangularis är en tvåvingeart som beskrevs av Richards 1964. Frutillaria triangularis ingår i släktet Frutillaria och familjen hoppflugor. Inga underarter finns listade i Catalogue of Life.